# Décaillage

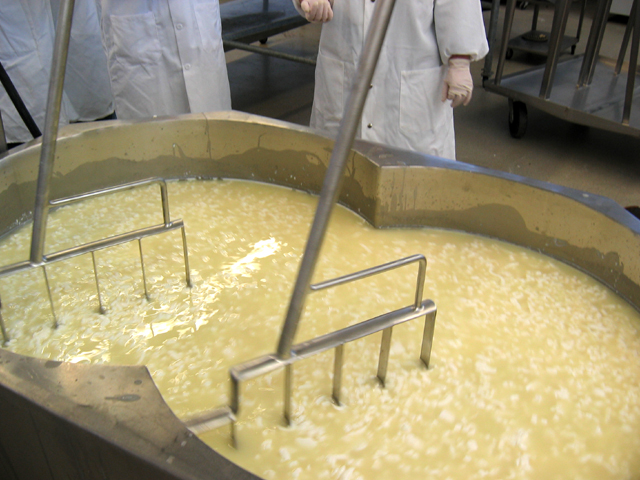
Décaillage du cheddar

Le décaillage est la phase de découpage du caillé. Le caillé est un gel obtenu par coagulation du lait avec de la présure. Lors du décaillage, la substance gélatineuse est découpée en blocs à l'aide de fines lames tranchantes,.  L'opération élimine une partie du lactosérum (petit-lait) emprisonné dans la masse coagulée du lait, car la découpe va multiplier les surfaces de sortie du sérum. Les protéines du lait se rétractent alors pour former les grains du caillé, tandis que le petit-lait est progressivement libéré. 

## Égouttage du fromage
Le décaillage est la première étape de l’égouttage du fromage, qui se poursuit en cuve par brassage voire chauffage, puis dans les moules par pressage .

## Savoir-faire

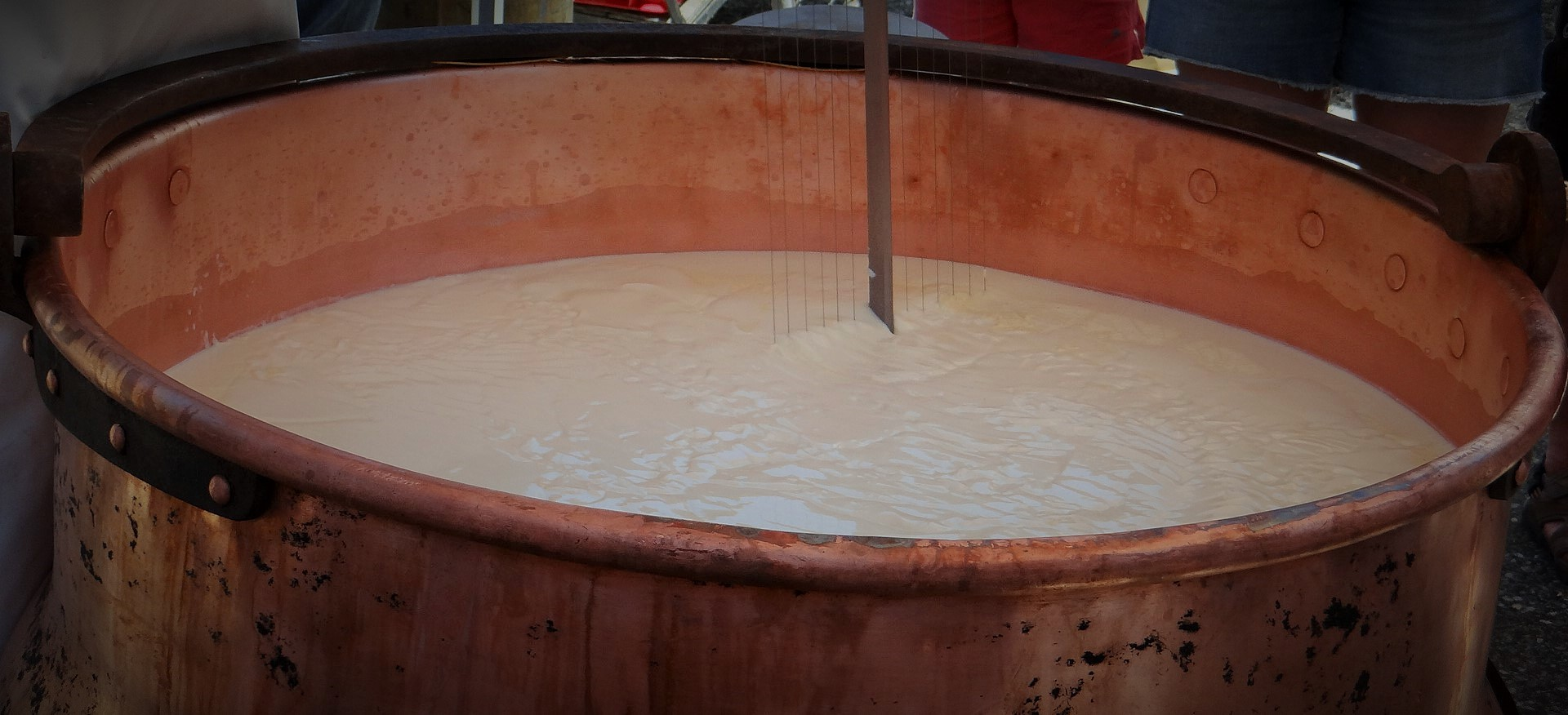
Décaillage du Beaufort

Le décaillage est une phase délicate qui conditionne la qualité finale du fromage et le rendement de production. Il nécessite le savoir-faire du fromager pour ne pas casser le grain, l'émietter.
Le décaillage est appliqué après l'ajout de présure, lorsque le caillé a atteint la fermeté désirée sans toutefois devenir trop consistant. 

## Instrument

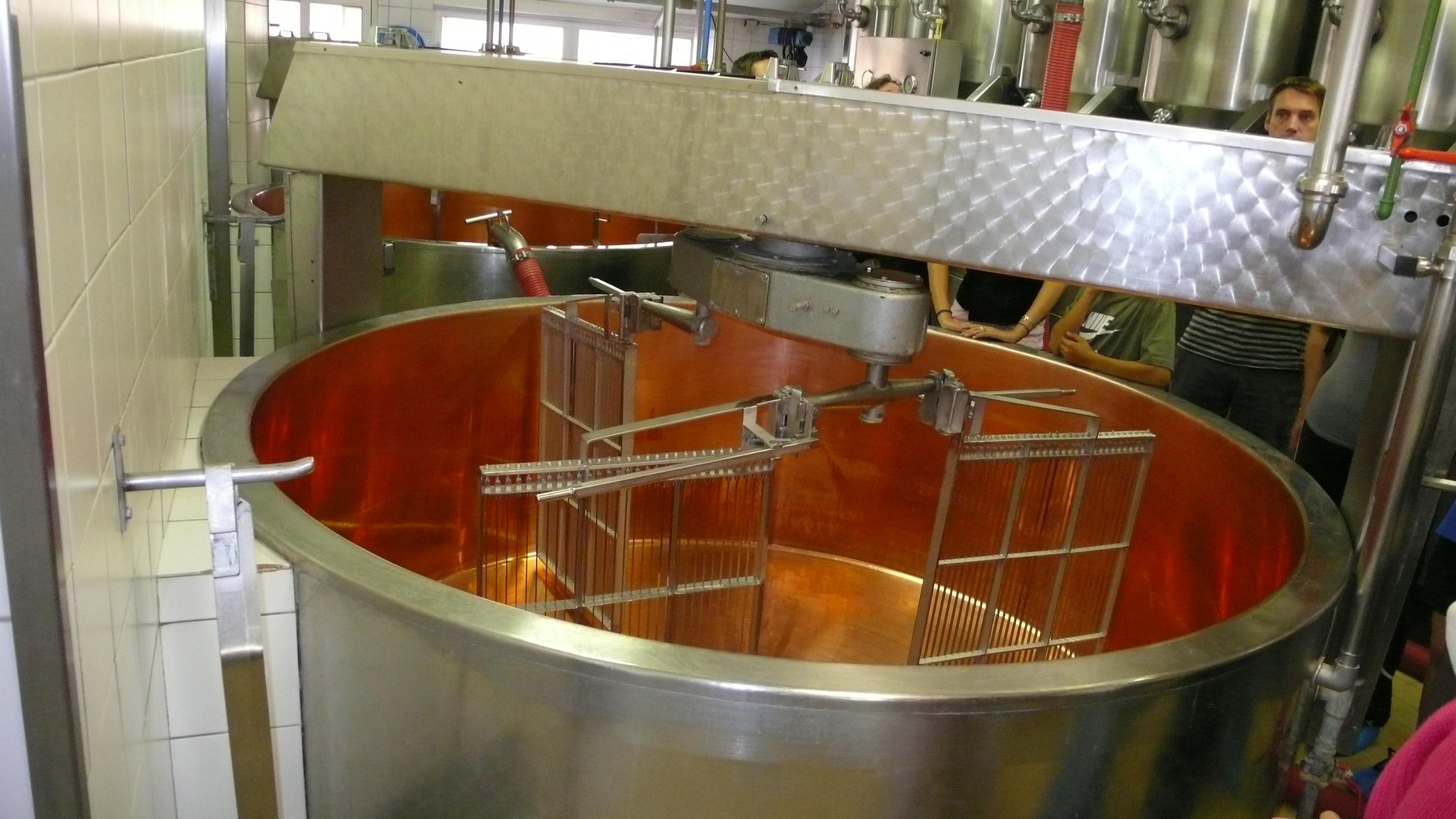
Cuve en cuivre équipée de tranche-caillé - Production de comté - Fontain

Le tranche-caillé utilisé pour le décaillage, est un instrument en forme de lyre, qui découpe le caillé en grains à l'aide de lames ou de fils bien tendus.
À l'issue du décaillage, le brassage et le chauffage permettent de faire évoluer la structure du grain, jusqu'à obtenir celle recherchée. Ces opérations ultérieures limitent l'éventuelle agrégation des grains. Les caractéristiques du grain sont choisies en adaptant le temps de brassage et la température de chauffage.

## Remarque
En l'absence de décaillage, le fromage caillé obtenu par addition de présure au lait, est un simple fromage blanc. 
Si ce fromage blanc est alors égoutté, il permet d'obtenir des fromages à pâte fraîche et certains fromages à pâte molle. L'absence de décaillage interdit la concentration du fromage à des teneurs élevées en matière sèche (peu d'élimination initiale de lactosérum). De fait les fromages obtenus sans décaillage ne peuvent être des fromages à mâturation lente, ou à longue durée de conservation. Ces fromages sont aussi de petite dimension, car la déshydratation d'un grand volume serait également trop disparate. 